# Françoise Benhamou
 (janvier 2017).
Si vous disposez d'ouvrages ou d'articles de référence ou si vous connaissez des sites web de qualité traitant du thème abordé ici, merci de compléter l'article en donnant les références utiles à sa vérifiabilité et en les liant à la section « Notes et références ».
Pour les articles homonymes, voir Benhamou.
Françoise Benhamou, née le 12 novembre 1952 à Oujda au Maroc est une économiste et chroniqueuse française, professeure à Sciences Po Lille, Sciences Po Paris, à l'École normale supérieure et à l'université Sorbonne Paris Nord. 
Spécialiste de l'économie de la culture et des médias, elle est également membre de l'Autorité de régulation des communications électroniques et des postes (ARCEP) de 2012 à 2018.

## Biographie

### Jeunesse et études
Françoise Benhamou est reçue à l'agrégation de sciences économiques et sociales en 1979. Elle est reçue à l'agrégation de l'enseignement supérieur en 2001, à la 2e place.
Elle est mariée.

### Parcours professionnel
Après avoir obtenu l'agrégation en 1979, elle devient maître de conférences à l'université Paris-Nanterre, ainsi que chargée de conférences à l'École normale supérieure de la rue d'Ulm.
Elle est conseiller technique pour le livre et la lecture auprès du ministre de la culture, Jack Lang, entre 1991 et 1993.
Jusqu'en 2008, elle est professeure à l’université de Rouen et chercheuse au MATISSE de l'université Paris-I Panthéon-Sorbonne.
Elle est aujourd'hui professeure à l'université Sorbonne Paris Nord (Villetaneuse) et responsable de la filière « Économie du patrimoine » à l'Institut national du patrimoine de Paris. Elle devient professeure à Sciences Po Lille en 2017, où elle enseigne l'économie de la culture.
Elle a été pendant deux années vice-présidente de l'université Sorbonne Paris Nord chargée des relations internationales. Elle enseigne aussi à l'université Panthéon-Sorbonne, à l'Institut national de l'audiovisuel (Ina), à l'Institut national du patrimoine, à l'université de Turin et à l'université Senghor d'Alexandrie.
Elle a été chargée en septembre 2009, par le département des études, de la prospective et des statistiques (Deps) du ministère de la culture et de la communication, d'une étude sur les modèles économiques du livre numérique, en France et à l’étranger.

### Activités de recherche
Elle participe également au Conseil scientifique de l’Institut national du patrimoine, au bureau exécutif de l'Association for cultural economics international (elle a été élue présidente de l’association en 2010 pour un mandat de deux ans). Elle participe aussi au comité éditorial du Journal of cultural economics, au Comité consultatif des programmes d'ARTE. Elle a dirigé également le master d’économie « Expertise et gestion des risques », à l’université de Rouen. En 2009, elle a été élue au Cercle des économistes. Elle est experte auprès de l’Unesco.
Elle est membre du comité de rédaction de la revue Esprit et du comité de rédaction de la revue Bibliodiversité(s), du conseil d’orientation de la Fondation Jean-Jaurès, une fondation politique proche du Parti socialiste, et du conseil d’administration de l’Observatoire des politiques culturelles de Grenoble. Elle est membre du conseil d'administration du musée du Louvre. De plus, elle était chroniqueuse hebdomadaire de l'émission Masse critique sur France Culture le dimanche (19 h 45) et signe des tribunes intitulées En pleine culture sur Rue89. Elle tient un blog sur le marché du livre dans la revue Livres-Hebdo.
Le 6 janvier 2012, elle est nommée par le président du Sénat, Jean-Pierre Bel, membre du collège de l'Autorité de régulation des communications électroniques et des postes (ARCEP) en remplacement de Nicolas Curien en fin de mandat. Elle est remplacée le 6 février 2018 par Joëlle Cottenye.
Lors de l'élection présidentielle française de 2012, elle signe l'appel des économistes en soutien au candidat François Hollande en raison de « la pertinence des options [proposées], en particulier pour ce qui concerne la reprise de la croissance et de l'emploi ».

## Ouvrages
- 1987 : L'Évolution des libraires et le prix unique du livre, avec E. Archambault, J. Lallement et M. Kaspy), Paris, La Documentation française, 1987
- 1988 : Histoire des pensées économiques (avec Maurice Baslé, Bernard Chavance et al.), Paris, Dalloz, 568 pages • Réédition, 1993 :  (ISBN 978-2-24801-131-4)
- 1996 : L'Économie de la culture, coll. « Repères n° 192 », Paris, éditions La Découverte, 128 pages • 8e édition, 2017 :  (ISBN 978-2-70719-704-7)
- 2001 : Les Galeries d’art contemporain en France : portrait et enjeux face à la mondialisation, avec Dominique Sagot-Duvauroux et Nathalie Moureau, Paris, La Documentation française
- 2002 : L'Économie du star system, Paris, Éditions Odile Jacob
- 2006 : Les dérèglements de l'exception culturelle : plaidoyer pour une perspective européenne, Paris, Éditions du Seuil
- 2007 : Droit d'auteur et copyright (avec Joëlle Farchy), coll. « Repères », Paris, éditions La Découverte, 128 pages •  (ISBN 978-2-34804-362-8)
- 2010 : Le Patrimoine culturel au risque de l'immatériel, coll. « Droit du patrimoine culturel et naturel », Paris, Éditions L'Harmattan, 150 pages •  (ISBN 978-2-34804-362-8)
- 2011 : Valoriser le patrimoine culturel de la France (CAE 97), avec David Thesmar, Rapports du CAE, La Documentation française, Paris, 2011
- 2012 : Économie du patrimoine culturel, coll. « Repères », Paris, éditions La Découverte, 128 pages •  (ISBN 978-2-34804-362-8)
- 2014 : Le Livre à l'heure numérique : papier, écrans, vers un nouveau vagabondage, Paris, coll. « Essais », Éditions du Seuil, 224 pages •  (ISBN 978-2-02114-060-6)
- 2015 : Politique culturelle : fin de partie ou nouvelle saison ?, Paris, La Documentation française
- 2021 : Ce que la Covid nous a appris (sous la dir. d'Éric Fottorino, avec Thomas Jolly, Jérôme Clément, Pierre Rosanvallon, Véronique Olmi et al.), Paris, coll. « Les Indispensables », Éditions Philippe Rey, 95 pages •  (ISBN 2-84876-872-X)
- 2022 : Le Don dans l'économie (avec Nathalie Moureau), coll. « Repères », Paris, éditions La Découverte, 128 pages •  (ISBN 978-2-34806-495-1)
- 2022 : Des économistes répondent aux populistes (avec Hippolyte d'Albis), Paris, Éditions Odile Jacob, 192 pages •  (ISBN 978-2-41500-187-2)

## Récompenses et distinctions

### Décorations
- Commandeur de l'ordre des Arts et des Lettres Elle est promue au grade de commandeur par l’arrêté du 8 mars 2018[9].
- Chevalière de la Légion d'honneur Elle est faite chevalier par décret du 21 mars 2008 pour ses 29 ans d'activités littéraires et de services civils[10].
- Officière de l'ordre national du Mérite Elle est directement promue au grade d'officier par décret du 14 novembre 2016[11].